# オスマン帝国の料理
オスマン帝国の料理またはオスマン料理（英語:Ottoman cuisine）とはオスマン帝国で生まれた料理であり、アナトリア半島、バルカン半島、そして中東と北アフリカの大半で引き継がれた料理でもある。

## 起源
オスマン料理は帝国の首都・イスタンブールで統一され、洗練された事ははっきりとしているが、料理の構成部分の多くに関しては、はっきりとした起源は分かっていない。

It is a matter of mere speculation whether the origins of this imperial culinary legacy are to be traced back to Greek antiquity, the Byzantine heritage, or the Turkish and Arab nations, not forgetting Phoenician and Jewish traditions; nowadays you may find support for any of these claims in various countries in the Balkans and the Near East.

食文化史家・イラン及びオスマン帝国研究家のバート・フラグナーはオスマン料理を定義付けるに当たって、フランス,イタリア,北欧よりも早く順応したコロンブス交換の重要性を強調している。

## 発展
オスマン料理の中心は、帝国の首都だったイスタンブールであり、帝国の宮廷や地中海のエリートが帝国全土から地域毎の料理を各々持ち寄って、一緒に洗練された料理の伝統を築いていった料理である:

...despite the disintegration of the Ottoman political empire, we can still see the survival of a large region which could be called the Ottoman culinary empire.  The Balkans, Greece, Anatolia and the Fertile Crescent... are common heirs to what was once the Ottoman life-style, and their cuisines offer treacherous circumstantial evidence of this fact. Of course, they represent at the same time a good deal of local or regional culinary traditions.  Besides, one should not forget that it is typical of any great cuisine in the world to be based on local varieties and on mutual exchange and enrichment among them, but at the same time to be homogenized and harmonized by a metropolitan tradition of refined taste.

### オスマン帝国の宮廷料理
オスマン帝国の宮廷料理は、宮殿の厨房で帝国内の特定の地域出身のシェフ達が、異なった食材で作り、実験した事によって多様な物となっていった。宮殿のシェフは、米や簡単な料理の調理法によってテストされ、雇われていた。彼らは異国情緒溢れる食感や食材を実験し、新たな料理を発明するという特別の目的のため、数多くの地域から派遣されていた。
どのシェフも、特殊な技術を持っていたと言われる。スルタンに出される全ての料理は、第一にChesnidjibashiと呼ばれる帝国のフードマスターが、料理に毒が入っていないか、美味しいかを味見して、好んだ物を合格としていた。オスマン帝国宮殿の厨房で作られた料理の多くは、例えばラマダーンのイベントなどを通じて、一般大衆の間に広まっていき、パシャの庁舎であるyalisで料理されていったことにより大勢の人々に宮廷料理が知られる事となった。
食材には、今日のヨーロッパでは主要食材であるトマトやチーズなども多用されていた。

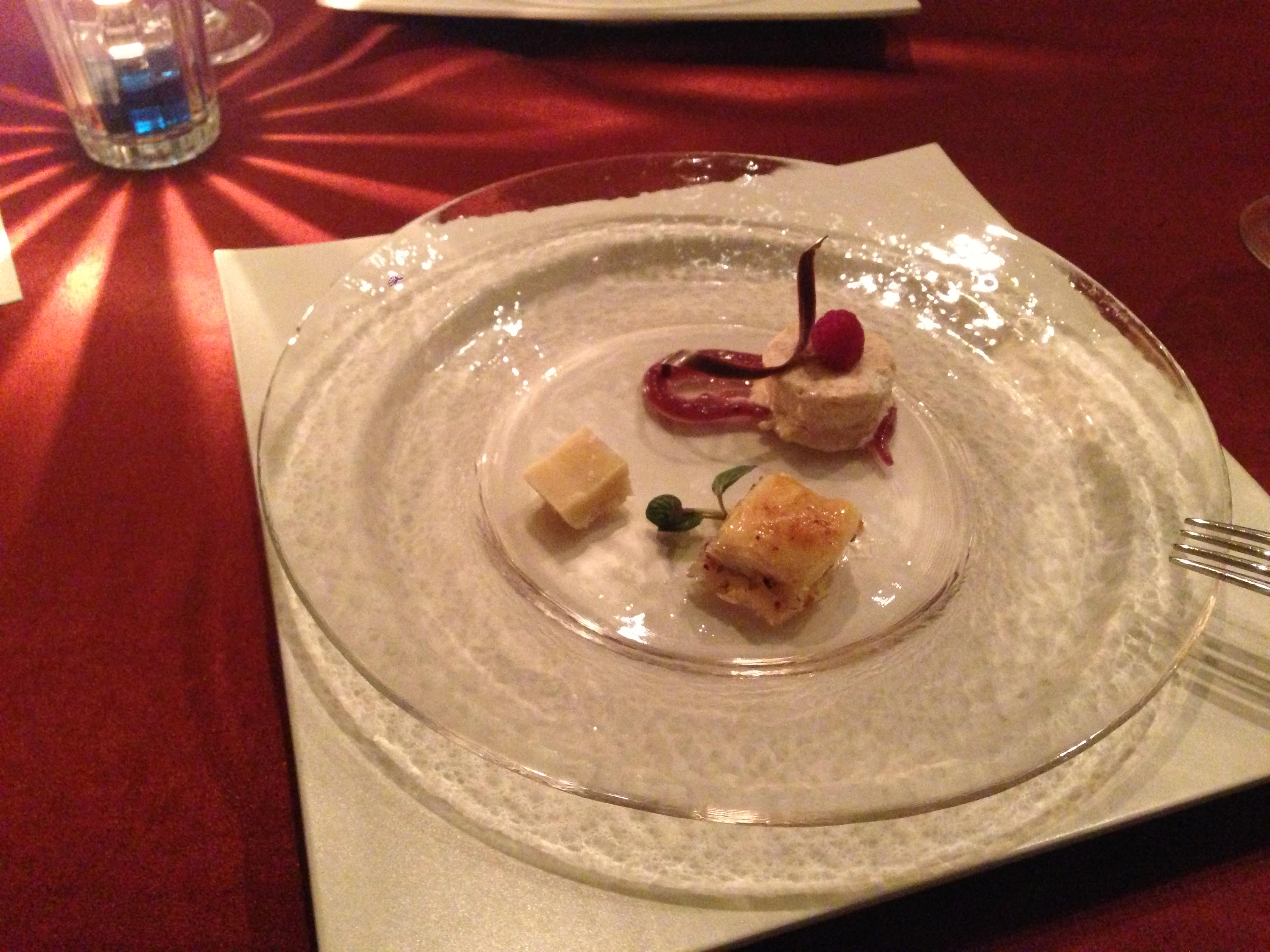
チーズを使ったデザート

宮殿の特産品として現存しており、ごく限られた人々にしか普及していない、より豪華な料理として以下の物が挙げられる:
- Roasted Pigeon (焼いた鳩の肉)
- Ayva Kalye
- カヴン・ドルマス (メロンの詰め物)

## 他地域の料理に与えた影響
オスマン料理の伝統は、トルコ料理のほか、ペルシア、アルメニア、キプロス、ギリシアの料理、バルカン半島の料理 (ブルガリア、ルーマニア、マケドニア、アルバニア、セルビア、ボスニア)、そして中東の料理 (レバノン、シリア、イラク、ヨルダン、エジプト、パレスチナ、イスラエル) に影響を与えている。